# Atelopus oxyrhynchus
Atelopus oxyrhynchus ist eine vom Aussterben bedrohte oder bereits ausgestorbene mittelamerikanische Amphibienart aus der Gattung der Stummelfußfrösche (Atelopus).

## Merkmale
Der Körper ist 50 Millimeter lang und ziemlich schlank. Auf den Beinen, den Seiten und dem Hinterrücken sind große, glatte Warzen vorhanden. Der Bauch ist gekörnelt oder gefeldert. Die Färbung ist sehr variabel. Sie reicht von einfarbig zitronengelb, mit oder ohne ziegelrote Flecken auf dem Bauch über oben gelb und unten orangerot bis oben olivenfarbig oder olivenbraun mit mehr oder weniger dunkelbraunen Flecken, dunklem Seitenstreifen, der bis zum vorderen Kopfende reicht, und unten zitronengelb mit oder ohne braune Flecken. Der Kopf ist länger als breit. Er ist oben ganz flach und fällt seitlich ab.
Der Rumpf ist zwei bis zweieinhalb mal länger als der Kopf. Der Vorderkopf springt stark vor und ist spitz. Das Nasenloch ist genauso weit vom Auge entfernt wie vom vorderen Ende des Kopfes. Der Interorbitalraum ist um einiges breiter als ein oberes Augenlid. Die Vorderbeine sind lang. Bei den Weibchen sind sie schlank. Die Finger sind mäßig lang und abgeplattet. Ihre Enden sind schwach verdickt. Der erste Finger ist gut entwickelt, aber trotzdem sehr kurz und breit. Die Carpal- und Subarticularhöcker sind nur undeutlich zu erkennen. Die Zehen sind stark abgeplattet und ziemlich kurz. Sie sind zu ungefähr der Hälfte ihrer Länge mit Schwimmhäuten verbunden. Die Subarticular- und Metatarsalhöcker sind nur undeutlich erkennbar. Das Tibitorsalgelenk reicht, wenn das Hinterbein an den Körper angelegt ist, bis zum hinteren Rand des Auges oder zwischen Auge und Schulter. Männchen besitzen eine innere, subgulare Schallblase.

## Vorkommen und Lebensweise
Das Verbreitungsgebiet von Atelopus oxyrhynchus ist auf die Nebelwälder in der montanen Stufe  der Cordillera de Mérida (ein Ausläufer der Anden) in einer Höhe von 2100 bis 3500 Meter über dem Meer in der Umgebung der venezolanischen Stadt Mérida beschränkt. Möglicherweise ist sie dort aber bereits ausgestorben.
Die Eier werden in Ketten in Flüsse abgelegt. Dort entwickeln sich auch die Kaulquappen.

## Population und Gefährdung
Atelopus oxyrhynchus wird von der IUCN als „vom Aussterben bedroht“ (Critically Endangered) eingestuft. Der Grund hierfür sind die extremen Bestandseinbrüche. In den letzten drei Generationen hat sich die Gesamtpopulation vermutlich um über 80 % reduziert. Dies wird aus dem Erlöschen der meisten Populationen gefolgert, was möglicherweise durch die Chytridiomykose verursacht wurde. Eine weitere große Bedrohung ist die Zerstörung und Degradation des Lebensraumes durch die Landwirtschaft, Abholzung der Wälder und Bergbau.
Mittlerweile ist die Art extrem selten. Während sie 1978 und 1985 noch in normaler Anzahl angetroffen werden konnte, war der letzte Nachweis im Jahr 1994. Seitdem schlugen alle Versuche, die Art wiederzufinden, fehl.